# Antonio Lombardo (politico)
Antonio Lombardo (Alcamo, 14 luglio 1982) è un politico italiano.

## Biografia

### Elezione a deputato
Deputato della XVIII legislatura della Repubblica Italiana con il Movimento 5 Stelle.
Il 10 dicembre 2020 lascia il Movimento 5 Stelle dopo il voto sul MES insieme ad altri 3 deputati ed aderisce al Gruppo misto. Il 13 gennaio 2021 aderisce alla componente Centro Democratico-Italiani in Europa, per poi aderire, il 10 marzo, alla componente Facciamo ECO - Federazione dei Verdi. A seguito dello scioglimento della componente e della frattura con Europa Verde a fine luglio 2021, entra a far parte della componente MAIE-PSI che assume la denominazione MAIE-PSI-Facciamo Eco, dal 1º agosto 2021; Lombardo risulta inoltre parte del Comitato dei 100 di Green Italia, l'organo che definisce la linea scientifica del partito. In data 1º marzo 2022, ha aderito al gruppo Coraggio Italia, pur restando all'interno del Comitato dei 100 di Green Italia.
Il 22 giugno seguente aderisce a Insieme per il futuro, gruppo nato da una scissione del Movimento 5 Stelle guidata da Luigi Di Maio.
Nel mese di settembre 2022 decide di non ricandidarsi alle elezioni politiche e ritorna nel gruppo misto.